# Clintonia umbellulata
Espèce
Clintonia umbellulata , communément appelée clintonia blanche ou lis des bois tacheté , est une espèce de plante à fleurs de la famille des liliacées . L' épithète spécifique umbellulata signifie « ombellé », qui fait référence à la forme de l' inflorescence de la plante.

## Description
Clintonia umbellulata est une plante herbacée vivace qui se propage au moyen de rhizomes souterrains . Une plante mesure 27 à 60 cm (11 à 24 pouces) de hauteur avec 2 à 4 feuilles vert foncé, chacune de 18 à 30 cm (7 à 12 pouces) de long et de 4,5 à 8 cm (2 à 3 pouces) de large. L'inflorescence est une ombelle terminale unique avec 10–25(–30) fleurs tournées vers l'extérieur sur une tige florifère atteignant 50 cm (20 po) de haut. Chaque fleur a six tépales et six étamines. Les tépales sont blancs ou blanc verdâtre, souvent marqués de taches brunes violacées ou vertes, chaque tépale mesurant de 5,5 à 8 mm (0,2 à 0,3 po) de long et de 2,7 à 4 mm (0,1 à 0,2 po) de large. Les étamines sont 60 % plus longues que les tépales. Les fruits sont des baies noires (parfois bleu outremer), chacune de 6 à 8 mm (0,2 à 0,3 po) de long avec 2 à 4 graines par baie. Chaque graine mesure environ 3,5 mm (0,1 po) de long. 